# Re bemol major
Re bemol major este o gamă majoră bazată pe Re♭, formată din notele Re♭, Mi♭, Fa, Sol♭, La♭, Si♭ și Do. Armura sa sa are cinci bemoli.
Gama minoră relativă este Si bemol minor. Gama minoră paralelă, Re bemol minor, este de obicei înlocuit cu Do diez minor, deoarece Re bemol minor are și un dublu bemol (Si♭♭) în armură, ceea ce îl face mai puțin convenabil de utilizat. Do diez major, echivalentul enarmonic al Re bemol major, are șapte diezuri, în timp ce Re bemol major are doar cinci bemoli; astfel, Re bemol major este adesea folosit ca major paralel pentru Do diez minor. Aceeași situație enarmonică se întâlnește cu gamele La bemol major și Sol diez minor și, într-o anumită măsură, cu gamele Sol bemol major și Fa diez minor.
Gama naturală Re bemol major este:

## Compoziții
În Preludiul nr. 15 în Re bemol major („Picătura de ploaie”), Frédéric Chopin trece de la Re bemol major la Do diez minor pentru secțiunea mediană în paralel minor, în timp ce în Fantaisie-Impromptu și Scherzo nr. 3, în principal în Do diez minor, el trece la Re bemol major pentru secțiunea mediană din motivul opus. De asemenea, Claude Debussy trece de la Re bemol major la Do diez minor într-o secțiune importantă din celebrul său „Clair de lune” pentru câteva măsuri. Simfonia „Lumea nouă” a lui Antonín Dvořák trece, de asemenea, la Do diez minor pentru o perioadă de timp în mișcarea lentă a piesei.
În muzica pentru harpă, Re bemol major este preferat din punct de vedere enarmonic, nu numai pentru că corzile harpei sunt mai rezonante în poziția bemol și pentru că această gamă are mai puține accidentale, ci și pentru că modulația în tonalitatea dominantă este mai ușoară (prin punerea pedalei sol în poziția naturală, în timp ce pentru Sol bemol major nu există o poziție dublu diez în care să se pună pedala Fa).
Hector Berlioz a numit această tonalitate „maiestuoasă” în lucrarea sa Grand Traité d'Instrumentation et d'Orchestration modernes din 1856, în timp ce avea o părere mult diferită despre omologul său enarmonic, numindu-l „Mai puțin vag; și mai elegant”. În ciuda acestui fapt, când a ajuns să orchestreze piesa pentru pian Invitation to the Dance a lui Carl Maria von Weber în 1841, a transpus-o din Re bemol în Re major, pentru a oferi corzilor o tonalitate mai manevrabilă și pentru a produce un sunet mai strălucitor.
Charles-Marie Widor a considerat că Re bemol major este cea mai bună tonalitate pentru muzica pentru flaut.
Deși această gamă a fost neexplorată în perioadele barocă și clasică și a fost rar folosită ca tonalitate principală pentru lucrările orchestrale din secolul al XVIII-lea, Franz Schubert a folosit-o destul de frecvent în seturile sale de écossaise, valsuri, etc. Ludwig van Beethoven, de asemenea, a folosit această tonalitate în mod extensiv în al doilea său concert pentru pian. Re bemol major a fost folosit ca tonalitate pentru mișcările lente din sonata pentru pian Hob XVI:46 în La bemol major a lui Joseph Haydn și din Sonata Appassionata a lui Beethoven. Valsul Minute din op. 64 al lui Chopin este în Re bemol major.